# Хмельницкий, Олег Константинович
Олег Константинович Хмельницкий (4 ноября 1920, Толмачёво, Петроградская губерния — 8 февраля 2004, Санкт-Петербург) — советский и российский патологоанатом, доктор медицинских наук, профессор.
Автор 360 научных работ, в том числе 25 монографий и руководств, 20 учебных пособий и 12 методических пособий.

## Биография
Родился 4 ноября 1920 года в поселке Толмачёво Петроградской губернии (ныне Лужского района Ленинградской области) в семье инженера-строителя, направленного в Лужский район возглавить лесозаготовительные работы. Спустя год семья вернулась в Петроград.
Окончив Первую образцовую школу Ленинграда в 1938 году, поступил в 1-й Ленинградский медицинский институт (ныне Первый Санкт-Петербургский государственный медицинский университет имени академика И. П. Павлова). Окончил вуз в 1942 году в блокадном Ленинграде, когда уже шла Великая Отечественная война. Сразу был призван в РККА и направлен на курсы общевойсковых врачей Ленинградского фронта, а по их окончании — на работу патологоанатомом в госпиталь № 1015. Перенёс всю блокаду Ленинграда. Был ранен.
В конце 1944 года О. К. Хмельницкий был откомандирован для повышения квалификации на кафедру патологической анатомии Военно-медицинской академии им. С. М. Кирова. В июне 1946 года был зачислен на должность младшего научного сотрудника Военно-медицинского музея, откуда вскоре перешёл на постоянную работу в НИИ скорой помощи, где прошёл путь от рядового патологоанатома до заведующего лабораторией. В 1950 году был приглашен в Государственный институт для усовершенствования врачей (ГИДУВ, ныне Санкт-Петербургская медицинская академия последипломного образования) на должность ассистента кафедры судебной медицины для преподавания патологической анатомии. В 1951 году защитил кандидатскую диссертацию на тему «О патолого-анатомических изменениях кожи и внутренних органов при обширных термических поражениях тела» и в 1952 году избран доцентом кафедры патологической анатомии ГИДУВ.
В 1963 году Олег Константинович защитил докторскую диссертацию на тему «Патологическая анатомия и некоторые вопросы патогенеза висцерального кандидоза», после чего был утвержден в должности заведующего кафедрой патологической анатомии, на которой и проработал до 1996 года. В 1996 году Хмельницкий перешёл на должность профессора кафедры патологической анатомии с курсом цитологии и главного научного сотрудника патоморфологической лаборатории Санкт-Петербургской медицинской академии последипломного образования, где работал до конца жизни.
Наряду с научной, занимался общественной деятельностью: состоял членом Ленинградского научного общества патологоанатомов, являлся заместителем председателя Всесоюзного общества патологоанатомов, с 1995 года до конца жизни был президентом Российского общества патологоанатомов. Также являлся членом редколлегий журналов «Архив патологии» и «Новости клинической цитологии», заместителем главного редактора журнала «Проблемы медицинской микологии».
Умер 8 февраля 2004 года в Санкт-Петербурге. Был похоронен на Большеохтинском кладбище города рядом со своими родителями.
Портрет О. К. Хмельницкого находится в галерее профессоров Северо-Западного государственного медицинского университета имени И. И. Мечникова Минздрава Российской Федерации.

## Заслуги
- Был награждён орденами Отечественной войны II степени и «Знак Почета», а также медалями, среди которых «За Оборону Ленинграда» и медаль Р. Вирхова «За особые заслуги и научные исследования в области развития патологии».
- Удостоен почетного знака «Отличник здравоохранения СССР» и звания «Заслуженный деятель науки РСФСР».
- Почетный доктор наук Санкт-Петербургской медицинской академии последипломного образования с вручением мантии (2000).